# 82. zračnoprevozna divizija (ZDA)
Za druge 82. divizije glej 82. divizija.
82. zračnoprevozna divizija (uradni angleški naziv 82nd Airborne Division) z vzdevkom All-Americans (slovensko Vsi Američani)) je elitna zračnoprevozna divizija Kopenske vojske ZDA.

## Zgodovina
Zgodovina divizije se prične z ustanovitvijo 82. pehotne divizije 25. avgusta 1917 v Camp Gordonu v Georgiji. Ker so pripadniki formacije bili iz vseh 48 zveznih držav ZDA, je dobila častno ime »All-Americans«, ki je s kratico AA prisotno tudi v našitku divizije.
25. aprila 1918 je bila divizija premeščena v Francijo. 
325. pehotni polk  je bil izbran, da je 11. maja paradiral pred britanskih kraljem Jurijem V. Britanskim, da so mu tako pokazali pripravljenost ZDA za pomoč Združenem kraljestvu. V začetku junija je divizija poslala manjše skupine častnikov in podčastnikov na britanski odsek Somme, kjer so pridobili bojne izkušnje. V eni takih akcij je stotnik Jewett Williams (326. pehotni polk) postal prvi pripadnik divizije, ki je padel v boju. 
16. junija 1918 se je divizija poslužila železnice, da je prišla iz Somme v Toul. Ker se je premaknila v francoski sektor, so jo opremili s francoskim orožjem, da so s tem zmanjšali logistične probleme.
Do 25. junija je zamenjala 26. pehotno divizijo v sektorju Langney, severno od Toula. 4. avgusta je divizija izvedla prvi večji vdor na nemške položaje, ko sta četi K in M 326. pehotnega polka, podprti s 320. strojničnim bataljonom, napadli nemške položaje pri Flireyu in prodrli več kot 600 m v sovražnikovo zaledje. 18. julija je bil divizijski sektor zmanjšan in premeščen na območje Luceya. 10. avgusta je divizijo zamenjala 89. pehotna divizija, nakar se je premaknila na področje zahodno od Toula.
15. avgusta je bila poslana v Marbache, kjer je zamenjala 2. pehotno divizijo. Tu je opravljala urjenje do 11. septembra. 12. septembra se je udeležila ofenzive na St. Mihiel. Po končani ofenzivi je bil spet premeščena nazaj v Marbache, kjer je ostala od 17. do 20. septembra; tistega dne je bila zamenjana, da se je lahko udeležila ofenzive Meuse-Argonne. Svojo udeležbo je končala z lorensko kampanjo.
V jeseni 1918 je antanta načrtovala dve večji ofenzivni operaciji, s katerimi bi zmanjšali prisotnost nemških žepov odpora v Franciji. Da bi to dosegli, je bila ustanovljena Ameriška prva armada z 1., 4. in 5. korpusom, skupaj 665.000 vojakov. 82. divizija je bila dodeljena 1. korpusu in bila postavljena na skrajni desni bok na južni strani žepa pri St. Mihielu. Naloga divizije je bila doseži sovražnika in nanj nenehno pritiskati. 12. septembra je armada začela napad. Glavna napadalna konica divizije je bila proti zahodnemu bregu reke Moselle severno od Norroya. 14. septembra je divizija doživela hudo artilerijsko obstreljevanje ter plinski napad (gorčični plin), toda divizija se ni umaknila. Naslednji dan je nadaljevala napad, zasedla Vandieres in hrib 128. 21. septembra je bila zamenjana; v operaciji je izgubila več kot 800 mož. Za zasluge v bojih je polkovnik Emory Pike prejel divizijsko prvo medaljo časti.
Druga večja ofenziva je bila v dolini reke Meuse in Argonškem gozdu. Glavni cilj je bila železnica Carigan-Sedan-Mezieres. 6. oktobra je divizija dobila ukaz, da zasede vzhodni del Argonškega gozda in tako razbremenil 1. pehotno divizijo. Naslednji dan je 164. pehotna brigada zasegla hriba 180 in 223. 10. oktobra se je 163. pehotna brigada pridružila boju in zasedla Cornay in počistila vzhodno polovico gozda.
Nato se je divizija borila vzdolž reke Aire. Premikajoč se severno, je 14. oktobra zasedla St. Juvin in ga naslednji dan obranila. Naslednje nekaj dni je bila vpletena v boje v dolini reke Agron in Ravin aux Pierres. Do 21. oktobra je zasedla oboje. V tej ofenzivi je imela več kot 7.000 žrtev in prejela drugo medaljo časti (Alvin York). 1. novembra je bila zamenjana in s tem se je končala njena kariera v prvi svetovni vojni.
27. maja 1919 je bila demobilizirana, a ponovno ustanovljena 24. junija 1921; divizijski štab je bil januarja 1922 ustanovljen v Columbiji (Južna Karolina. Divizija je postala del nove Organizirane rezerve. Deli divizije so bili nameščeni v Južni Karolini, Georgiji in na Floridi. 30. januarja 1942 je bila preimenovana v 82. |pehotno divizijo.
Zaradi izbruha druge svetovne vojne so divizijo reaktivirali 25. marca 1942 (Camp Claiborne, Louisiana); toda že 15. avgusta 1942 je bila divizija reorganizirana kot prva zračnoprevozna divizija v zgodovini oboroženih sil ZDA.
Prva bojna udeležba je bil zračni desant na Sicilijo 9. julija 1943; 13. septembra so izvedli še enega pri Salernu.
Januarja 1944 je v Italiji ostal 504. padalski pehotni polk, ki se je boril pri Anziu, kjer je dobil vzdevek »Hudiči v širokih hlačah« (angleško »Devils in Baggy Pants«), medtem ko je bila preostala divizija premeščena v Veliko Britanijo, kjer se je pripravljala na osvoboditev Evrope. 
Za potrebe operacije Neptun (zračnodesatni del operacije Overlord) je bila divizija reorganizirana, tako da so ji dodali še dva nova padalska polka (507. in 508.), medtem ko so iz divizije odvzeli 504., ki se je boril v Italiji in je potreboval počitek. 6. in 7. junija 1944 so v operaciji Neptun sodelovali trije padalski polki in okrepljen jadralni pehotni polk. V 33 dneh bojev, kot jih je doživela v Normandiji, je divizija izgubila 5.245 vojakov (padlih, ujetih, ranjenih in/ali pogrešanih), pri čemer so izpolnili vse zadane naloge.
Med počitkom v Angliji je bila prerazporejena v XVIII. zračnoprevozni korpus, ki so ga sestavljale 17., 82. in 101. zračnoprevozna divizija. Septembra 1944 se je divizija začela pripravljati za operacijo Market-Garden; v sestavo se je vrnil 504. polk, medtem ko je bil 507. polk dodeljen 17. zračnoprevozni diviziji. 17. septembra je opravila četrti bojni skok na področje Graveja in Nijmegna; zavzela je določene cilje in se združila z Kanadčani, toda sama operacija je propadla zaradi poraza zaveznikov v Arnhemu. Nato je bila divizija premeščena v Francijo.
15. decembra 1944 so Nemci sprožili ofenzivo v Ardenih (znana tudi kot bitka za gorivo). Dva dni zatem je bila divizija premeščena v Ardene, kjer je zadrževala nemške napade. Ob koncu vojne je sprejela vdajo nemške 21. armadne skupine in zajela čez 150.000 vojakov. Med celotno vojno je 194 dni preživela v boju in zajela 157.835 ujetnikov; lastne izgube so znašale 106 pogrešanih (MIA), 12.604 ranjenih (WIA), 2.782 poškodovanih (IIA) in 3.218 padlih (KIA) v bojih. Pripadniki divizije so skupaj prejeli 3 medalje časti, 78 zaslužnih križcev, 1 zaslužno medaljo, 32 legij za zasluge, 894 srebrnih zvezd in 2.478 bronastih zvezd.
Po vojni je bila divizija nameščena v Berlinu, kjer je opravljala okupacijske dolžnosti. Tam je dobila tudi nov vzdevek »Ameriška častna straža« po govoru Pattona, ki je pohvalil divizijsko častno stražo (angleško In all my years in the Army and all the honor guards I have ever seen, the 82nd's honor guard is undoubtedly the best.).
3. januarja 1946 se je vrnila v ZDA, kjer pa ni bila razpuščena kot večina divizij, ampak je dobila stalno mesto] (Fort Bragg, Severna Karolina); 15. novembra 1948 je bila označena kot stalna divizija Kopenske vojske ZDA. Med korejsko vojno ni bila poslana v Korejo, ampak je ostala v ZDA kot strateška rezerva, ki bi jo uporabili v primeru sovjetskega napada kjerkoli na svetu. V 50. in 60. letih 20. stoletja je divizija izvajala obsežna urjenja po celotnih ZDA, v Panami in na Daljnem vzhodu.
Aprila 1965 je bila divizija del operacije Power Pack, med katero so ustavili državljansko vojno v Dominikanski republiki.
Med ofenzivo Tet januarja 1968 je bila 3. brigada divizije sklicana in v 24 urah na poti v Ču Laj; s tem je bila udeležena v vietnamski vojni. Brigada je izvajala bojne naloge v Hué-Fu Baj območju, v sektorju 1. korpusa. Pozneje je bila brigada premeščena južno od Sajgona in bila udeležena v bitkah v Mekong delti, Železnem trikotniku in vzdolž kamboške meje. Po skoraj 22-mesečni udeležbi se je 3. brigada 12. decembra 1969 vrnila v Fort Bragg.
V 70. letih 20. stoletja je bila divizija premeščena v Korejo, Turčijo in Grčijo, kjer se je urila na možnih kriznih področjih. V tem času je bila tudi trikrat alarmirana za možno bojno uporabo: 1973 zaradi vojne na Bližnjem vzhodu, maja 1978 zaradi zairske krize in novembra 1979 zaradi ugrabitve Američanov v Teheranu.
25. oktobra 1983 so deli divizije prispeli na Grenado v sklopu operacije Nujni bes, ki se je končala v začetku novembra. Ta operacija je bila hkrati tudi preizkušnja divizije kot sile za hitro posredovanje, saj so bili vojaki v Grenadi v 17 urah po prejemu aktivacije.
Marca 1988 so deli divizije sodelovali v operaciji Zlati fazan, katere namen je bilo sodelovanje in podpora honduraških oboroženih sil.
20. decembra 1989 je divizija izvedla prvi bojni skok po drugi svetovni vojni, ko je v sklopu operacije Pravičen vzrok skočila v Panamo, kjer je odstranila diktatorja in vrnila oblast demokratično izvoljeni vladi. Divizija se je vrnila v Fort Bragg 12. januarja 1990.
Sedem mesecev pozneje je bila prestavljena v Savdsko Arabijo, kjer je začela urjenje za puščavsko bojevanje. 16. januarja 1991 se je začela operacija Puščavska nevihta, med katero je divizija delovala kot mehanizirana pehota. Po koncu 100-urne operacije se je v aprilu vrnila v Združene države Amerike. 
Avgusta 1992 je sodelovala v odpravljanju škode hurikana Andrewa v južni Floridi. 1994 je bil načrtovan padalski desant na Haiti, ampak je prej diktatorski režim kapituliral. Junija 1999 so bili deli divizije poslani na Kosovo kot del mirovnih sil.
Po 11. septembru 2001 so bili deli divizije premeščeni v Afganistan za podporo bojnih operacij. Junija 2002 sta bila del štaba in 3. brigade premeščena v Afganistan za podporo operacije Končna svoboda. 1. brigada je zamenjala tretjo januarja 2003. V tem času je 70 vojakov čete B 3. bataljona 504. pehotnega polka, skupaj z četo A 2. bataljona 75. rangerskega polka, izvedlo tudi padalski desant na zahodu Afganistana. To je bil prvi divizijski bojni skok po operaciji Pravični vzrok leta 1989.
2. brigada je od začetka 2003 sodelovala v operaciji Iraška svoboda; v ZDA se je vrnila sredi februarja 2004. 3. brigada je bila v Iraku od pomladi 2003 do spomladi 2004, medtem ko je bila 1. brigada tam le v januarju 2004. Vsa divizija se je umaknila iz Iraka aprila 2004. V tem času (od 2003 do aprila 2004) je izgubila 36 padlih in 400 ranjenih vojakov od skupaj 12.000 pripadnikov divizije.
1. bataljon, 505. pehotni polk je bil pozno septembra 2004 premeščen v Afganistan, zaradi prihajajočih volitev naslednjega meseca.
2 pehotna bataljona divizije (2. bataljon, 325. pehotni polk in 3. bataljon, 504. pehotni polk) sta bila premeščena v Irak že pred načrtovanim ustavnim iraškim referendumom 15. oktobra 2004, kjer sta delovala pri zagotavljanju varnosti pri izvajanju referenduma.
Septembra 2005 je bila divizija poslana v New Orleans (Louisiana), kjer je sodelovala pri iskanju in pomoči žrtvam hurikana Katrina. Istega meseca je izbruhnil škandal, v katerem je Human Rights Watch objavil poročilo, da so tri pripadniki divizije v letih 2003 in 2004 v Iraku pretepali zapornike.
Januarja 2006 je divizija vstopila v proces reorganizacije, v katerem bo divizija dobila četrto brigadno bojno skupino (jedro bo predstavljal 508. padalski pehotni polk), medtem ko bo divizijska artilerijska brigada razpuščena.

## Organizacija
1. 1. brigada (504. padalski pehotni polk)
2. 2. brigada (325. zračnoprevozni pehotni polk)
3. 3. brigada (505. padalski pehotni polk)
4. 82. aviacijska brigada
5. DIVARTY
6. DISCOM
7. 313. vojaški obveščevalni bataljon
8. 307. inženirski polk
9. 82. vojaški podporni bataljon
10. 82. četa vojaške policije
11. nadaljevalna zračnodesantna šola
12. 3. bataljon 4. polka zračne obrambe »Skystrikers«

## Pripadniki
Divizijski poveljniki
| 1.  | Generalmajor Eben Swift               |  | (25. avgust 1917 – 23. november 1917)     |
| 2.  | Brigadni general James Erwin          |  | (24. november 1917 – 16. december 1917)   |
| 3.  | Brigadni general William P. Burnham   |  | (27. december 1917 – 3. oktober 1918)     |
| 4.  | Generalmajor George B. Duncan         |  | (4. oktober 1918 – 21. maj 1919)          |
| 5.  | Generalmajor Omar N. Bradley          |  | (23. marec 1942 – 25. junij 1942)         |
| 6.  | Generalmajor Matthew B. Ridgeway      |  | (26. junij 1942 – 27. avgust 1944)        |
| 7.  | Generalmajor James M. Gavin           |  | (28. avgust 1944 – 26. marec 1948)        |
| 8.  | Generalmajor Clovis E. Byers          |  | (27. marec 1948 – 18. julij 1949)         |
| 9.  | Brigadni general Ridgely Gaither      |  | (19. julij 1949 – 31. oktober 1949)       |
| 10. | Generalmajor Williston B. Palmer      |  | (1. november 1949 – 15. oktober 1950)     |
| 11. | Generalmajor Thomas P. Hickey         |  | (16. oktober 1950 – 31. januar 1952)      |
| 12. | Generalmajor Charles D.W. Canham      |  | (1. februar 1952 – 29. september 1952)    |
| 13. | Generalmajor Gerald J. Higgens        |  | (20. september 1952 – 14. september 1953) |
| 14. | Generalmajor Francis W. Farrell       |  | (6. oktober 1953 – 4. julij 1955)         |
| 15. | Generalmajor T.J. Trapnell            |  | (5. julij 1956 – 13. september 1956)      |
| 16. | Generalmajor John W. Bowen            |  | (14. september 1956 – 27. december 1957)  |
| 17. | Generalmajor Hamilton H. Howze        |  | (2. januar 1958 – 13. junij 1959)         |
| 18. | Generalmajor Dwight E. Beach          |  | (1. julij 1959 – 21. april 1961)          |
| 19. | Generalmajor Theodore J. Conway       |  | (22. april 1961 – 6. julij 1962)          |
| 20. | Generalmajor John L. Throckmorton     |  | (7. julij 1962 – 1. februar 1964)         |
| 21. | Generalmajor Robert H. York           |  | (24. februar 1964 – 15. julij 1965)       |
| 22. | Generalmajor Joe S. Lawrie            |  | (2. avgust 1965 – 14. april 1967)         |
| 23. | Generalmajor Richard J. Seitz         |  | (15. april 1967 – 12. oktober 1968)       |
| 24. | Generalmajor John R. Deane mlajši     |  | (14. oktober 1968 – 14. julij 1970)       |
| 25. | Generalmajor George S. Blanchard      |  | (15. julij 1970 – 16. julij 1972)         |
| 26. | Generalmajor Frederick J. Kroesen     |  | (17. julij 1972 – 7. oktober 1974)        |
| 27. | Generalmajor Thomas H. Tackenberry    |  | (8. oktober 1974 – 11. oktober 1976)      |
| 28. | Generalmajor Roscoe Robinson mlajši   |  | (11. oktober 1976 – 1. december 1978)     |
| 29. | Generalmajor G.S. Meloy               |  | (1. december 1978 – 6. februar 1981)      |
| 30. | Generalmajor James J. Lindsay         |  | (6. februar 1981 – 24. junij 1983)        |
| 31. | Generalmajor Edward L. Trobaugh       |  | (24. junij 1983 – 19. junij 1985)         |
| 32. | Generalmajor Bobby B. Porter          |  | (19. junij 1985 – 10. januar 1986)        |
| 33. | Generalmajor John W. Foss             |  | (10. januar 1986 – 10. oktober 1986)      |
| 34. | Generalmajor Carl W. Stiner           |  | (5. januar 1987 – 11. oktober 1988)       |
| 35. | Brigadni general Raphael J. Hallada   |  | (10. oktober 1986 – 5. januar 1987)       |
| 36. | Generalmajor Carl W. Stiner           |  | (5. januar 1987 – 11. oktober 1988)       |
| 37. | Generalmajor James H. Johnson         |  | (11. oktober 1988 – 29. maj 1991)         |
| 38. | Generalmajor Henry H. Shelton         |  | (29. maj 1991 – 21. maj 1993)             |
| 39. | Generalmajor William M. Steele        |  | (21. maj 1993 – 10. marec 1995)           |
| 40. | Generalmajor George A. Crocker        |  | (10. marec 1995 – 27. november 1996)      |
| 41. | Generalmajor Joseph K. Kellogg mlajši |  | (27. november 1996 – 31. julij 1998)      |
| 42. | Generalmajor Daniel K. McNeill        |  | (31. julij 1998 – 19. junij 2000)         |
| 43. | Generalmajor John E. Vines            |  | (Avgust 2000 – Maj 2002)                  |
| 44. | Generalmajor Charles Swannack         |  | (Oktober 2002 – 27. maj 2004)             |
| 45. | Generalmajor William C. Caldwell      |  | (27. maj 2004 – danes)                    |

Nosilci medalje časti
- Charles N. DeGlopper
- Leonard Funk
- John Roderick Towle
- Alvin C. York

Znani pripadniki
- James M. Gavin
- John Stephan Lekson - general
- Strom Thurmond - politik
- William Childs Westmoreland - Načelnik Generalštaba Kopenske vojske ZDA
- Maxwell Davenport Taylor - Načelnik Generalštaba Kopenske vojske ZDA
- Jonathan Mayhew Wainwright IV. - general
- William Scott Wallace - general
- Aaron Weaver - veteran iraške vojne
- Basil L. Plumley - veteran druge svetovne, korejske in vietnamske vojne
- Dwight Ware Watson - kriminalec
- Tony Knowles - politik
- William Surles McArthur mlajši - astronavt
- Ricardo Sanchez - general
- Lou Rawls - glasbenik
- Susilo Bambang Yudhoyono - predsednik Indonezije
- Bruce Palmer mlajši - general
- Donald Schmuck - general
- Edwin Frederick O'Brien - nadškof oboroženih sil
- Reuben Henry Tucker III. - veteran druge svetovne vojne
- William Kreutzer mlajši - morilec
- Harry Welsh - veteran druge svetovne vojne
- Jeffrey Garten - poslovnež in dekan
- Peter Miller Dawkins - poslovnež in politik
- Mike Sexton - igralec pokra
- Jeremy Hinzman - dezerter
- Bob Duckworth - politik
- Hans Massaquoi - novinar
- Pope B. Holliday mlajši - zdravnik
- Lloyd James Austin III. - general
- William John Lang mlajši - novinar
- Albert Bryant mlajši - general
- Carl W. Stiner - general